# Военно-морской флот СССР
Вое́нно-морско́й флот СССР — один из видов Вооружённых Сил СССР.
Окончательно наименование закрепилось в официальных документах с 1938 года, после подписания Постановления ЦИК и СНК СССР от 30 декабря 1937 года «Об образовании Народного комиссариата Военно-Морского Флота СССР». До этого момента ВМФ СССР носил наименование «Морские силы Рабоче-Крестьянской Красной Армии СССР» и «Военно-Морские Силы РККА СССР». Военно-морской флот СССР с момента образования Союза Советских Социалистических Республик в декабре 1922 года и до момента распада СССР в декабре 1991 года охранял и защищал морские границы Советского Союза.

## Состав
ВМФ СССР организационно состоял из следующих родов сил:
- подводные силы,
- надводные силы,
- морская авиация,
- береговые ракетно-артиллерийские войска
- морская пехота.

В его состав входили также корабли и суда вспомогательного флота, подразделения и части специального назначения (СпН) и различные службы. Главными родами сил являлись подводные лодки и морская авиация. Кроме того, в составе ВМФ СССР имелись части и учреждения тыла. Центральный штаб ВМФ СССР располагался в городе Москве (по адресу Малый Харитоньевский переулок, 5).

### Объединения
- Дважды Краснознамённый Балтийский флот
- Краснознамённый Северный флот
- Краснознамённый Тихоокеанский флот
- Краснознамённый Черноморский флот
- Краснознамённая Каспийская флотилия
- Краснознамённая Ленинградская военно-морская база

## Флаг
Военно-морской флаг СССР представлял собой прямоугольное полотнище белого цвета с соотношением сторон 2:3, с узкой полосой синего цвета вдоль нижней кромки. Над синей полосой в левой части флага изображалась красная звезда, а в правой — красные серп и молот. Флаг был принят 27 мая 1935 года постановлением ЦИК и СНК СССР № 1982/341 «О военно-морских флагах Союза ССР».

## История

### Морские силы РККА (1918—1922)
Истоком Военно-Морского Флота СССР были Морские Силы Республики, образованные 29 января (11 февраля)  1918 года декретом Совета народных комиссаров об организации Рабоче-Крестьянского Красного Флота (РККФ). Гражданская война в России привела к резкому сокращению корабельного состава Морских сил Республики.
Из-за огромной убыли боевых кораблей (потопленных, захваченных противником, интернированных Антантой, или полностью утративших боеспособность) общее водоизмещение кораблей МС РККА на начало 1921 года составляло всего лишь 16,2 % от суммарного водоизмещения Российского императорского флота. В 1921 году по сравнению с 1917 годом в боевом составе флота оставалось всего 5,5 % линейных кораблей, 0 % крейсеров, 10 % эскадренных миноносцев, 5,8 % подводных лодок, 2,7 % минных и сетевых заградителей, 4,9 % канонерских лодок, 7,2 % посыльных и сторожевых судов. Потери противоминных кораблей и катеров были наименее чувствительными, а наиболее тяжёлыми — в классе крейсеров.
Общая деградация затронула и другие рода сил флота. Так, число батарей береговой артиллерии на Балтике сократилось в три раза, на Чёрном море — в два раза, а на Русском Севере система береговой обороны перестала вообще существовать. Авиационные части МС РККА были ликвидированы в 1920 году, и в оперативном подчинении флотских командиров остались лишь немногочисленные воздушные отряды, в составе которых к началу 1921 года было всего 36 устаревших самолётов с высокой степенью физического износа.
Взятый советским правительством курс на сокращение флота привёл к тому, что с марта 1921 по декабрь 1922 года численность личного состава Морских сил РККА была сокращена с 86 580 до 36 929 человек, а объём ассигнований на военное судостроение и судоремонт — сокращены примерно в 3,3 раза.
Как признавали сами советские руководители, боеспособного военно-морского флота после гражданской войны в СССР не было. Первые шаги по восстановлению флота начались с того, что специальными постановлениями РКП(б) в 1921 году на флот были возвращены 1000 ранее ушедших в армию коммунистов и специалистов, в 1923 году — ещё 700 человек, а в 1924 году проведена масштабная мобилизация коммунистов и комсомольцев на флот. В 1921—1922 годах были отремонтированы или достроены эскадренный миноносец «Свирепый», канонерская лодка «Терец», подводные лодки «АГ-23» и «АГ-24», посыльное судно «Лётчик», несколько катеров-истребителей и тральщиков. В 1923 году к ним добавились крейсер «Коминтерн» (бывший «Память Меркурия»), подводные лодки «Марксист», «Политработник», «Политрук», эсминец «Занте» и ряд мелких кораблей. С этих кораблей началось восстановление флота.

### Развитие ВМС РККА (1924—1936)
28 марта 1924 года было организовано Управление Военно-морских сил (УВМС) РККА. Возглавил управление Начальник ВМС РККА Э. С. Панцержанский, подчинявшийся непосредственно Наркому по военным и морским делам СССР Л. Д. Троцкому. Управление ВМС предназначалось для руководства эксплуатационно-восстановительной, кадровой, административно-хозяйственной, учебной, технической, гидрографической и научной деятельностью Военно-морских сил страны. Одним из первых шагов УВМС стало предоставление 12 апреля 1924 года Э. С. Панцержанским доклада в Военно-морскую инспекцию ЦКК РКП(б) о стратегических планах Морского ведомства и о срочном разрешении вопроса дальнейшего военно-морского строительства. Тем самым было положено начало разработке первой программы развития советского военно-морского флота. Острая дискуссия о будущем военном флоте СССР велась несколько последующих лет.
Но постепенный, пока ещё незначительный, рост корабельного состава флота начался: 29 октября 1924 года Совет труда и обороны СССР постановил приступить к восстановлению 7 единиц корабельного состава ВМС РККА, бывших на хранении в военных портах (Балтика: крейсер «Светлана»; эсминцы «Прямислав»; «Капитан Белли»; «Капитан Керн»; ПЛ «Форель»; Чёрное море: крейсер «Червона Украина»; эсминец «Корфу»).
25 мая 1925 года директивой Народного комиссара по военным и морским делам СССР — Председателя РВС СССР М. В. Фрунзе и начальника ВМС РККА, члена РВС СССР В. И. Зофа был введён первый Устав корабельной службы ВМС РККА.
В том же 1925 году представленный Начальником ВМС РККА В. И. Зофом и начальником Оперативного управления Штаба ВМС РККА А. А. Тошаковым пятилетний план строительства морских сил был отклонён СНК СССР и возвращён в наркомат по военным морским делам на переработку. Только 26 ноября 1926 года Совет труда и обороны СССР утвердил первую советскую программу военного кораблестроения на 1926—1932 гг.
В 1928—1932 годах активно разрабатывались и вводились в действие нормативные и руководящие документы флота («Руководство по ведению военно-морских игр», «Наставление по боевой деятельности подводных лодок», «Трефлажная сигнальная книга с таблицами рандеву», «Наставление по оперативной службе морских штабов», «Правила минной службы „Заградитель“», «Правила минной службы „Тральщик“», «Устав артиллерийской службы береговой обороны»).
28 мая 1929 года начальник Технического управления ВМС РККА Н. И. Власьев представил доклад Начальнику ВМС РККА Р. А. Муклевичу «О проекте подлодок I и II очередей» — начиналась эпоха советского военно-морского подводного флота.

В 1930 году руководство СССР и военного ведомства неоднократно обращалось к вопросу о выполнении программы военного судостроения, которая к тому времена фактически была сорвана.

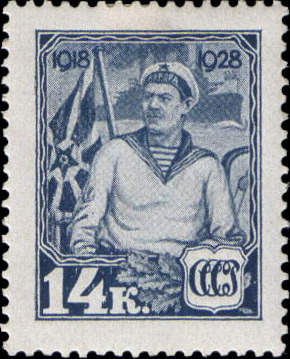
Почтовая марка СССР из серии «10-летие Красной Армии и Военно-Морского Флота СССР».

### ВМФ СССР в предвоенные годы (1937—1941)

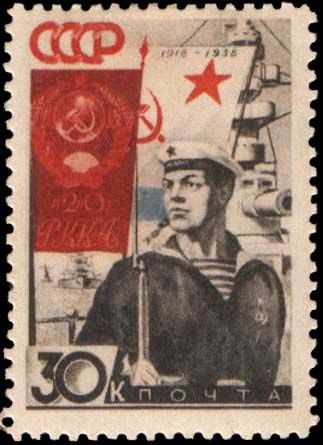
Почтовая марка СССР, 1938 год. Серия «20-летие Красной Армии и Военно-Морского Флота СССР». Моряк.

В 1937 году начались масштабные политические репрессии в отношении командного и начальствующего состава РККА и РКВМФ, которые выделяются исследователями как одно из проявлений, составная часть политики «Большого террора» в СССР, явившейся, в свою очередь, прямым следствием культа личности Сталина. Наибольший размах репрессии приобрели после ареста и расстрела М. Н. Тухачевского и семи других высокопоставленных военных в мае—июне 1937 года; на 1937—1938 гг. пришёлся их пик, а в 1939—1941, после резкого спада, они продолжались с существенно меньшей интенсивностью. Жертвами беззакония и фальсифицированных обвинений стали тысячи командиров и бойцов РККА и РКВМФ. От этих репрессий значительно пострадал командно-начальствующий состав РККФ, включая его высшие звенья, что крайне негативно сказалось на последующем развитии флота.
30 декабря 1937 года Военно-морские силы РККА были выделены в отдельный вид вооружённых сил — Военно-Морской Флот СССР. На 1 января 1938 года надводный состав ВМФ СССР был невелик — 3 линкора, 3 крейсера, 1 лидер и 17 эсминцев. Зато подводный флот уже представлял собой грозную силу: 10 больших подлодок, 10 подводных минных заградителей, 78 средних подлодок и 52 малые подлодки.
В 1936—1941 годах вступили в строй четыре лёгких крейсера проектов 26 и 26-бис, 3 лидера эскадренных миноносцев проекта 1, 3 лидера эскадренных миноносцев проекта 38, 1 лидер эскадренных миноносцев проекта 20И, 28 эсминцев проекта 7, 9 эсминцев проекта 7-У.
29 апреля 1939 года Народным комиссаром ВМФ был назначен 34-летний Н. Г. Кузнецов, он стал самым молодым наркомом в Союзе и первым моряком на этой должности. Все предвоенные годы Кузнецов продолжал готовить флот к войне, сообразуясь с опытом войны с Финляндией. В 1940—1941 годах была разработана и введена в действие система оперативных готовностей флотов и флотилий, целесообразность которой оправдалась в начале Великой Отечественной войны. Приказ 1941 года, вышедший из Наркомата РККФ, требовал открывать огонь зенитных батарей при появлении иностранных самолётов над советскими базами — в марте над Либавой и Полярным обстреляли немецкие самолёты-разведчики (это вызвало недовольство Сталина, и Кузнецов получил выговор).
Слабой стороной советского ВМФ было длительное отсутствие понимания взаимодействия с сухопутными войсками при отработке задач обороны СССР. Только в мае 1940 года наркомы обороны и ВМФ совместно утвердили «Положение о взаимодействии войск РККА и РККФ при обороне побережья», а в ноябре 1940 нарком ВМФ подписал разработанное на его основе «Временное наставление по ведению морских операций (НШ-40)», где впервые детально были проработаны эти вопросы. Но в практической боевой подготовке сил на приморских направлениях эти вопросы до войны только начали отрабатываться.
К началу Великой Отечественной войны корабельный состав РККФ насчитывал 3 линейных корабля, 7 крейсеров, 59 лидеров и эскадренных миноносцев, 218 подводных лодок, 269 торпедных катеров, 22 сторожевых корабля, 88 тральщиков, 77 охотников за подводными лодками и ряд других кораблей и катеров, а также вспомогательных судов. В постройке находилось 219 кораблей, в том числе 3 линейных корабля, 2 тяжёлых и 7 лёгких крейсера, 45 эсминцев, 91 подводная лодка.

### ВМФ СССР во время Великой Отечественной войны

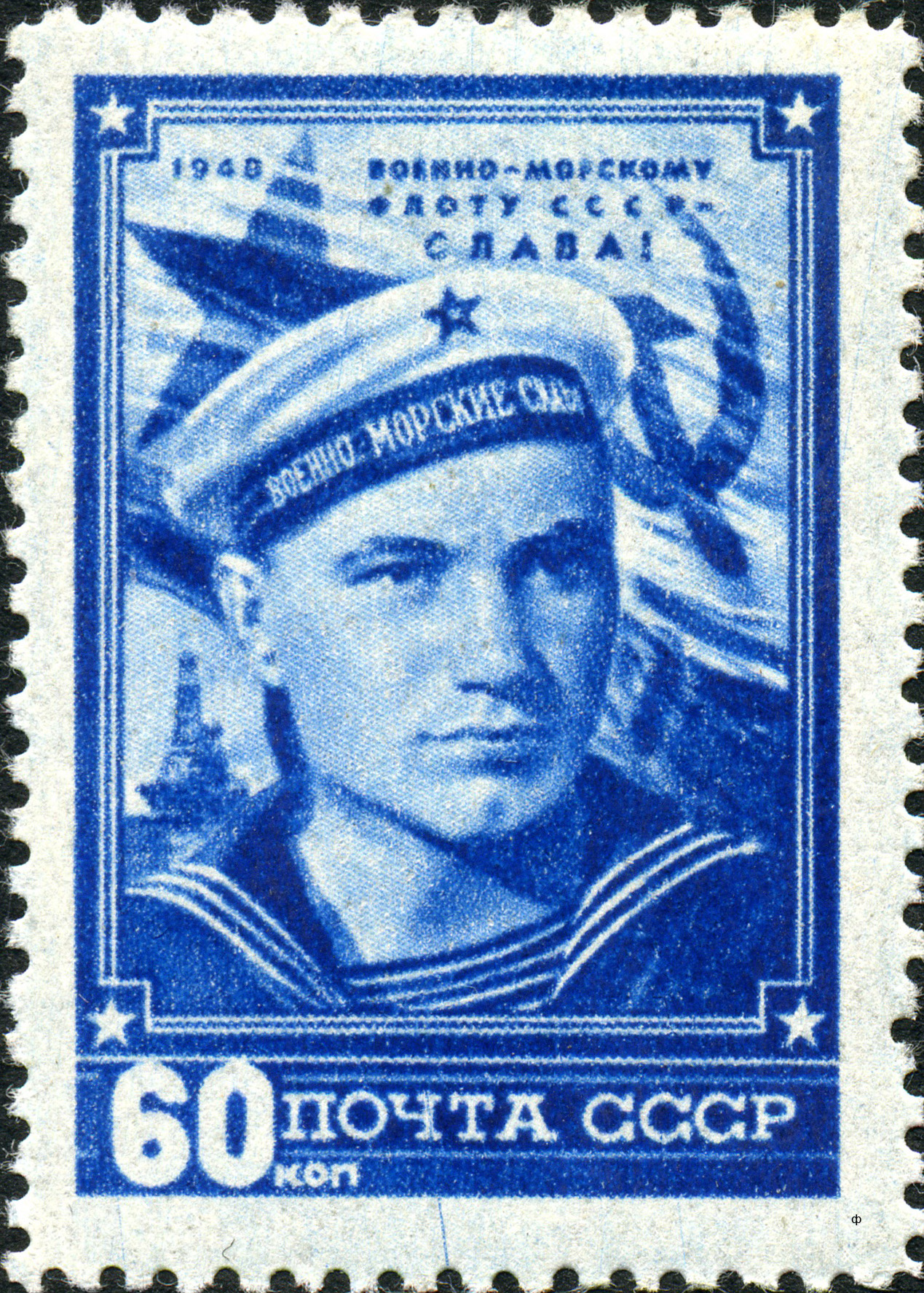
Почтовая марка СССР, 1940 год: «Военно-морскому флоту СССР — слава!».

22 июня 1941 года, в три часа ночи, военно-воздушные силы нацистской Германии совершили авиационные налёты на главную базу Черноморского флота ВМФ СССР в Севастополе и на город Измаил.
В 03:06 22 июня начальник штаба Черноморского флота контр-адмирал И. Д. Елисеев приказал открыть огонь по немецким самолётам, которые вторглись далеко в воздушное пространство СССР, чем и вошёл в историю: это был самый первый боевой приказ дать отпор напавшим на Советский Союз нацистам в ходе Великой Отечественной войны.
В Севастополе, с целью заблокировать Черноморский флот, на входной фарватер базы и в Северной бухте были сброшены электромагнитные мины. Авиацию противника встретил огонь зенитной артиллерии и кораблей Дунайской флотилии. Воздушным атакам подверглись также Лиепайская и Рижская военно-морские базы. Магнитные мины были сброшены с самолётов в районе Кронштадта. Бомбили и главную базу Северного флота — Полярное. 22 июня, доложив в Кремль о налёте на Севастополь, адмирал Кузнецов, не дожидаясь указаний сверху, приказал всем флотам: «немедленно начать постановку минных заграждений по плану прикрытия».
Главным противником флота с началом войны стали не морские, а воздушные и сухопутные силы противника. Главным в боевой деятельности флота стало содействие приморскому флангу сухопутных войск в обороне и наступлении (за годы войны до 85 % боезапаса корабельной артиллерии было израсходовано по береговым целям и до 40 % самолёто-вылетов морской авиации было произведено для нанесения ударов по сухопутным войскам).
Вторая по значимости группа задач — нарушение морских коммуникаций противника, защита своих коммуникаций, уничтожение сил противника в море, нанесение ударов по объектам на его побережье и территории. Решая эти задачи, РККФ провёл 88 военных операций, из них 23 раза привлекался к участию в армейских и фронтовых операциях.
Судьба Второй мировой и Великой Отечественной войн решалась на сухопутном фронте, поэтому планы флота и его действия подчинялись зачастую интересам группировок сухопутных войск на приморских направлениях. В годы войны Военно-Морской Флот СССР направил на сухопутные фронты свыше 400 тысяч человек.
Многие транспортные и вспомогательные суда, переоборудованные в боевые корабли, вошли в состав РККФ.
Потери ВМФ СССР за время войны составили 1014 кораблей различных классов, в частности, 2 крейсера, 4 лидера, 30 эсминцев, 102 подводные лодки, 34 сторожевых корабля, 91 тральщик, 128 охотников за подводными лодками, 139 торпедных катеров, 77 сторожевых катеров, 34 бронекатера, 5 минных заградителей, 197 вспомогательных судов ВМФ (спасательные, гидрографические и т. д.).
Потери ВМФ Германии оценивались советской стороной в послевоенное время в 3 (4) линейных корабля и броненосца береговой обороны, 3 (11) крейсеров, 19 (52) миноносца и эскадренных миноносца, 48 (62) подводные лодки, 44 (94) сторожевых корабля, 109 (189) тральщиков, 23 (68) торпедных катеров, 117 (187) сторожевых катеров, 119 иных кораблей и судов ВМФ.
Потери в морской авиации составили 3 935 советских самолётов и 5 509 немецких (по советским данным).
Безвозвратные потери ВМФ СССР в людях составили 154 771 человек.
Баренцево и Белое моря
Балтийское море
Чёрное море
Командный состав

## ВМФ СССР в послевоенный период
Развитие советского ВМФ в послевоенный период происходило в условиях обостряющейся холодной войны, когда на первое место вышла задача противостояние флотам США и государств НАТО. На процесс его развития оказал влияние также и ряд субъективных факторов (длительное отсутствие стратегии развития флота, непоследовательность подходов высшего государственно-военного руководства к разработке целей и задач ВМФ в деле обороны государства, переоценка роли флота в Великой Отечественной войне и другие). Предложенная Н. Г. Кузнецовым десятилетняя программа строительства ВМФ была отвергнута И. В. Сталиным, а взятая им за основу альтернативная программа наркома судостроительной промышленности И. И. Носенко была по сути повторением нереализованных планов военного судостроения на предвоенную третью пятилетку.
В итоге в первое послевоенное десятилетие было построено и введено в строй 248 дизельных подводных лодок и 619 надводных кораблей, но в подавляющей части это были морально устаревшие корабли. Всего в боевом составе ВМФ СССР в 1955 году с учётом построенных в довоенные и военные годы находилось 265 дизельных подводных лодок и около 900 боевых надводных кораблей (из них прибрежного назначения — около 80 %). ВМФ СССР всё более становился флотом прибрежного действия, отставание от флотов основных военно-морских противников США и Великобритании усугублялось с каждым годом.
Сменивший И. В. Сталина Н. С. Хрущёв был сторонником развития ВМФ за счёт ускоренного роста дизельного подводного флота, а затем и атомного подводного флота. Соответственно расширялся и круг решаемых подводными силами задач, в число которых со временем вошло и ядерное сдерживание потенциального противника. 26 января 1954 года вышло совместное постановление ЦК КПСС и Совета Министров СССР «О проведении проектно-экспериментальных работ по вооружению подводных лодок баллистическими ракетами дальнего действия и разработке на базе этих работ технического проекта большой подводной лодки с реактивным вооружением» (тема «Волна»). В результате данной программы была осуществлена разработка ракет Р-11ФМ с пуском ракет с подводной лодки в надводном положении. 16 сентября 1955 года с борта ракетной подводной лодки Б-67 был осуществлён первый в мире запуск БРПЛ.
3 сентября 1957 года первая советская подводная лодка Б-66 (командир капитан 2-го ранга Н. И. Царёв) пересекла экватор и вышла в Южное полушарие, это произошло в Тихом океане. В 1958 году была принята на вооружение первая советская атомная подводная лодка К-3.
Главнокомандующий ВМФ с 1956 года С. Горшков, как и его предшественник, Н. Кузнецов, был сторонником строительства океанского флота, в том числе надводного, включающего в свой состав авианосцы и другие надводные корабли океанской зоны. Однако Горшков не смог доказать Хрущёву ошибочность его взглядов на то, что крупные надводные военные корабли уже отжили свой век. В итоге в начале 1960-х годов при массовом сокращении вооружённых сил были выведены из состава ВМФ и пущены на слом 7 совершенно новых (в том числе и недостроенных) крейсеров, были свёрнуты все НИОКР в области авианесущих и десантных кораблей, из состава авиации флота выведены бомбардировочная, минно-торпедная и истребительная авиация, полностью расформированы все части морской пехоты. Таким образом, хотя в целом в период 1953—1964 годах ВМФ СССР становился более современным и начали создаваться основы океанского флота, но с существенным перекосом в сторону развития подводного флота.

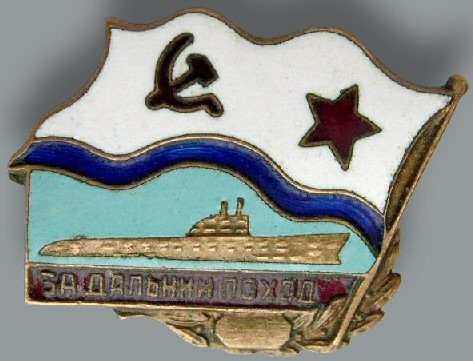
Значок «За дальний поход» для подводников.

После прихода к власти Л. И. Брежнева в 1964 году, а особенно после назначения министром обороны СССР А. А. Гречко в 1967 году, влияние С. Г. Горшкова существенно возросло и при их полной поддержке он приступил к реализации планов развития мощного океанского флота СССР. В период 1956—1975 годов было введено в состав флота около 900 надводных кораблей различного назначения, в том числе более 400 десантных, более 300 тральщиков, 7 крейсеров (в том числе 4 ракетных проекта 58), 30 эсминцев, 68 сторожевых кораблей. Большое значение придавалось решению противолодочных задач. Было построено два противолодочных крейсера-вертолётоносца проекта 1123, 45 больших противолодочных кораблей проекта 61, проекта 1134-А и проекта 1134-Б. В начале 1970-х годов было начато проектирование и строительство первых в СССР авианесущих кораблей проекта 1143.
Ударную силу флота составляли ракетные подводные крейсера стратегического назначения и АПЛ второго поколения, имеющие возможность пуска ракет из-под воды. В середине 1970-х годов СССР добился паритета с США по количеству баллистических ракет морского базирования, что оказало огромное влияние на советско-американские и по большому счёту, на все мировые отношения. Впервые в СССР была создана единая система командных пунктов ВМФ, позволяющая главкому ВМФ через командующих флотами непосредственно руководить группировками флота в разных районах Мирового океана. Присутствие ВМФ в отдалённых районах океана решалось путём создания оперативных эскадр. В начале 1970-х годов руководство страны перешло к практике прогнозирования и определения перспектив флота на период в 10—20 лет с привлечением к этой работе всех заинтересованных ведомств, включая Академию наук СССР. Началось возрождение морской пехоты и авиации флота.

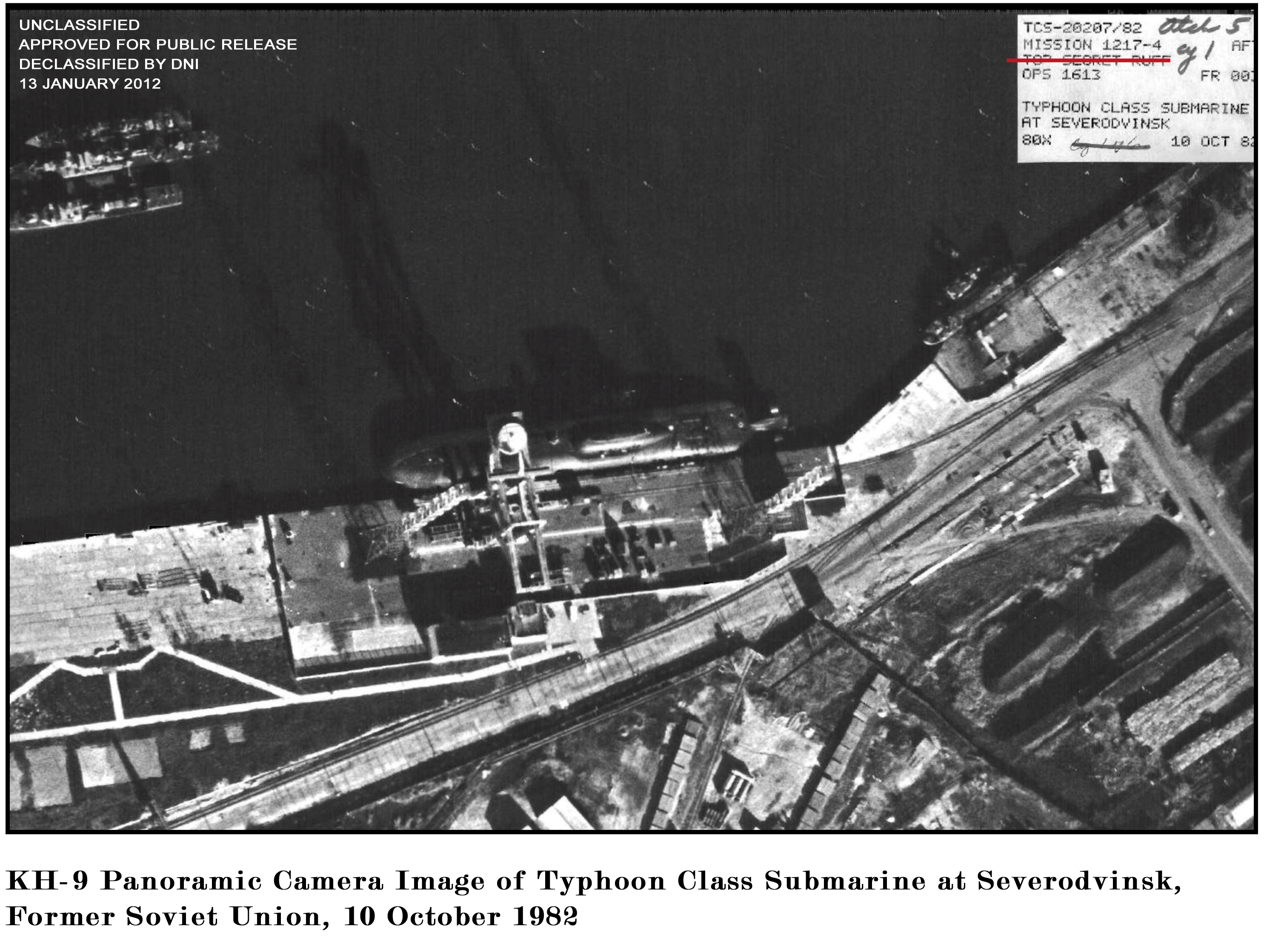
Американский спутниковый снимок АПЛ проекта «Акула» в Северодвинске, 1982 год.

C 1981 года на вооружение начали поступать подводные ракетоносцы проекта 941 «Акула», имевшие меньшие характеристики демаскирующих полей, с ракетами Р-39, имевшими дальность стрельбы свыше 8 тыс. км. Строились также многоцелевые атомные подводные лодки с меньшей шумностью и улучшенными гидроакустическими комплексами. Началось строительство атомных подводных лодок проекта 949 «Гранит» с крылатыми ракетами типа «Гранит», способными поражать цели на больших дальностях. Началась массовая ракетизация надводных кораблей. Малые десантные и тральные силы впервые в мире использовали суда на воздушной подушке, позволяющие развивать скорость до 50 узлов и преодолевать невысокие преграды не только над водой, но и над сушей.

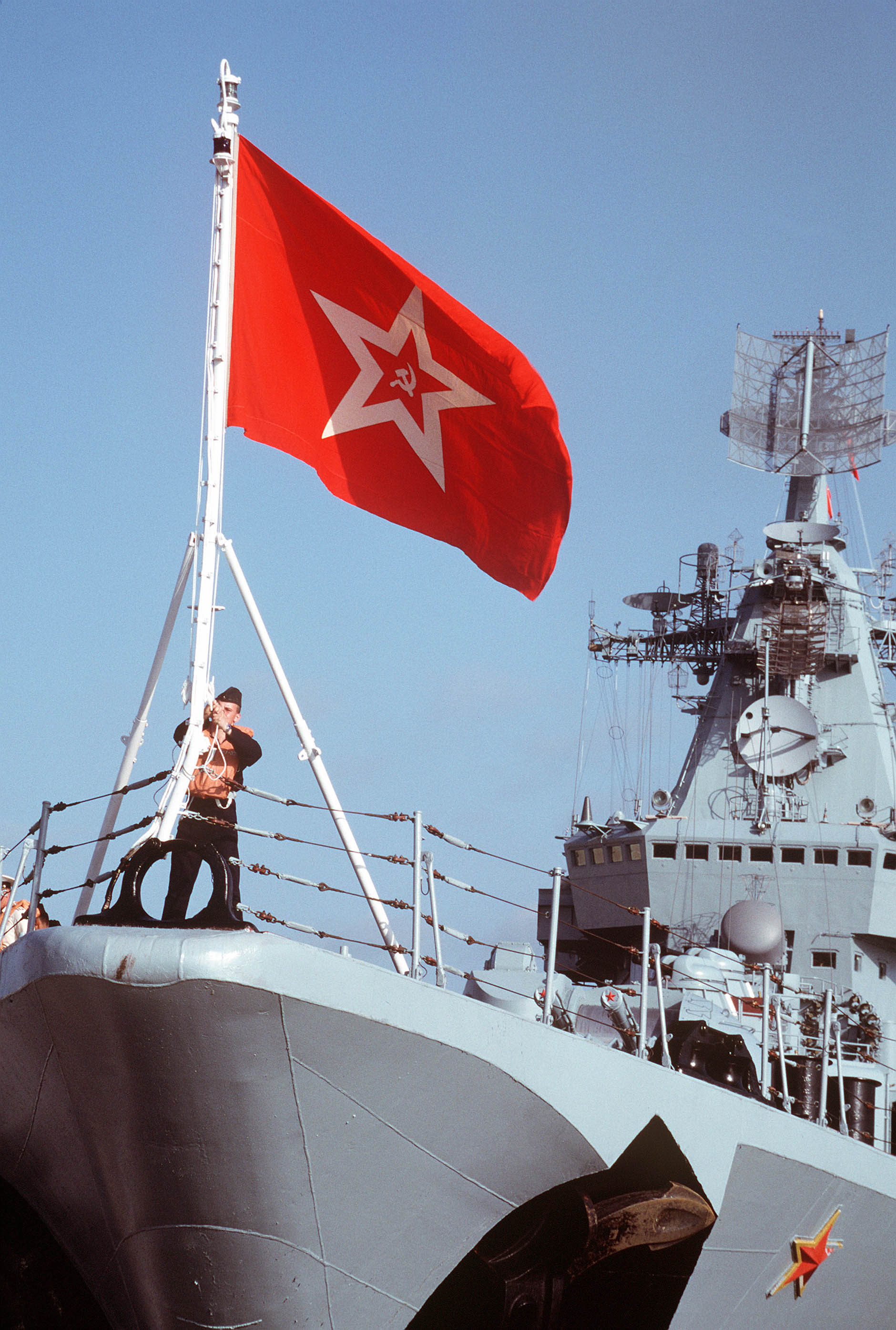
Ракетный крейсер «Маршал Устинов» в Мейпорте (США), 1991 год.

К началу 1980-х годов ВМФ СССР превратился в мощный сбалансированный флот, способный решать оперативно-стратегические задачи на отдалённых океанских и морских театрах военных действий и противостоять агрессии с моря. Тем самым был положен конец многолетнему безраздельному господству ВМС США на море. Но нерешённой оставалась проблема низкой живучести соединений ВМФ СССР в дальних районах ввиду отсутствия надлежащего авиационного прикрытия — советские авианесущие крейсера не могли составить конкуренцию американским авианосцам, к тому же их было очень мало.
В 1991 году был принят на вооружение тяжёлый авианесущий крейсер «Адмирал Флота Советского Союза Кузнецов».

## Состояние ВМФ СССР на конец 1980-х годов
В состав сил флота (стратегических и общего назначения) входило более 100 эскадр и дивизий, а общая численность личного состава ВМФ СССР составляла около 450 000 (в том числе 12,6 тыс. в морской пехоте). Расходы на ВМФ СССР в 1989 году составили 12,08 млрд рублей (при общем военном бюджете в 77,294 млрд рублей), из них 2993 млн рублей на закупку кораблей и катеров и 6531 млн на техническое оснащение). В боевом строю флота находилось 160 надводных кораблей океанской и дальней морской зоны, 83 стратегических атомных подводных ракетоносцев второго поколения, 113 многоцелевых атомных подводных лодок и 254 дизель-электрических.

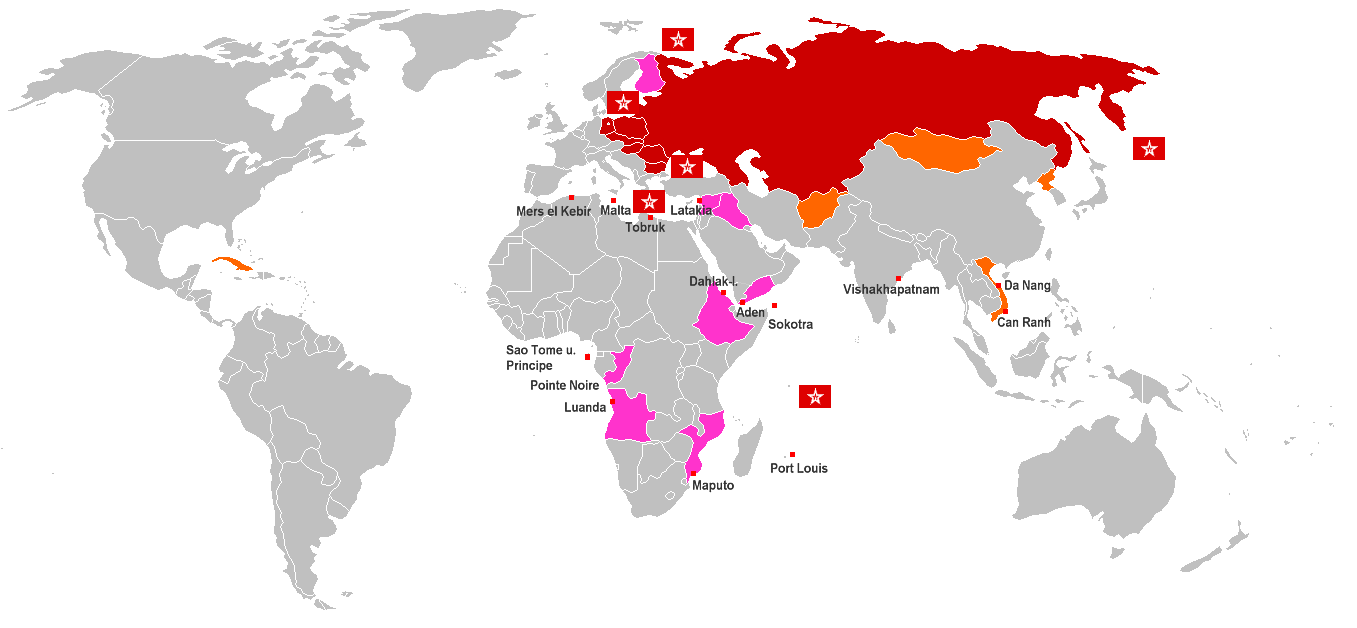
Пункты базирования ВМФ СССР, 1984 год.

А. С. Павлов приводит следующие данные по составу ВМФ СССР на конец 1980-х годов: 64 атомные и 15 дизельных подводных лодок с баллистическими ракетами, 79 подводных лодок с крылатыми ракетами (в том числе 63 атомные), 80 многоцелевых торпедных атомных подводных лодок (все данные по ПЛ на 1 января 1989 года), четыре авианесущих корабля, 96 крейсеров, эсминцев и ракетных фрегатов, 174 сторожевых и малых противолодочных корабля, 623 катера и тральщика, 107 десантных кораблей и катеров. Всего 1380 боевых кораблей (не считая вспомогательных судов), 1142 боевых самолёта (все данные по надводным кораблям на 1 июля 1988 года).
В открытой советской печати в ноябре 1991 года впервые были приведены следующие данные по составу ВМФ СССР (по состоянию на 1991 год): 59 ракетных подводных лодок стратегического назначения с 896 пусковыми установками баллистических ракет; 163 многоцелевые подводные лодки (включая 88 атомных); 151 боевой надводный корабль водоизмещением более 1200 тонн (в том числе 17 крейсеров, включая 5 авианесущих, 87 эсминцев, больших противолодочных кораблей и сторожевых кораблей), 331 корабль прибрежного действия, 298 боевых катеров различного назначения; 1638 самолётов и 561 вертолёт морской авиации. Общая численность личного состава ВМФ составляла около 442 тыс. человек, в том числе 29 тысяч человек — в войсках береговой обороны, включая морскую пехоту.
На 1991 год на судостроительных предприятиях СССР строилось: два авианосца (в том числе один атомный), 11 атомных подводных лодок с баллистическими ракетами, 18 многоцелевых атомных подводных лодок, семь дизельных подводных лодок, два ракетных крейсера (в том числе один атомный), 10 эскадренных миноносцев и больших противолодочных кораблей и др.
В 1985 году советский флот достиг пика своего могущества, имел в своём составе 1561 корабль в сумме и по количеству кораблей и боевому потенциалу занимал второе место в мире после ВМС США. В развитии подводного ядерного флота ВМФ СССР обеспечивал надёжный паритет с ВМС США и флотами прочих стран НАТО, но по военно-морским силам обычного назначения существенное отставание сохранялось. Наступившая эпоха перестройки и «нового политического мышления» привели к принятию оборонительной советской доктрины. В итоге в одностороннем порядке руководство СССР отказалось от размещения оперативных эскадр в стратегически важных районах Мирового океана (а вскоре их все расформировали), а также и от системы манёвренного базирования флота, при этом президент США Джордж Буш в категорической форме отказался даже обсуждать с «другом Горби» любые вопросы встречных уступок США в области военно-морского флота.

## Командование ВМФ СССР (ВМС РККА)
Наименование должности руководителя неоднократно изменялось: Командующий Морскими силами Республики, Командующий морскими и речными силами Республики, Начальник Морских сил Республики, Народный комиссар ВМФ СССР (Министр), Главнокомандующий ВМФ СССР (Командующий), являвшийся заместителем Министра обороны СССР.
Всего за годы существования советских военно-морских сил (1917—1991) должность командующего (независимо от её менявшегося названия) занимало 16 человек. 9 из них (то есть, более половины) были расстреляны, а оставшиеся семеро — умерли своей смертью. Двое командующих — Альтфатер и Немитц, были произведены в контр-адмиралы до Октябрьской революции; третий — Евгений Беренс, до революции дослужился до капитана 1-го ранга, а кроме того, являлся родным братом Михаила Беренса, возглавившего ушедший в эмиграцию и ставший на рейде во французском Тунисе врангелевский военно-морской флот (Русскую эскадру). Офицерами флота дореволюционного производства являлись также Орлов, Викторов и Панцержанский. С другой стороны, Смирнов и Зоф были впервые переведены во флот только для занятия высших командно-административных должностей, а Фриновский, до назначения на должность командующего, никогда не служил на флоте.

### Командующие военно-морскими силами
- Дыбенко, Павел Ефимович (октябрь 1917 — март 1918) — расстрелян (1937)
- Альтфатер, Василий Михайлович, контр-адмирал (апрель 1918 — апрель 1919)
- Беренс, Евгений Андреевич (апрель 1919 — февраль 1920)
- Немитц, Александр Васильевич (6 февраля 1920 — ноябрь 1921)
- Панцержанский, Эдуард Самуилович (ноябрь 1921 — декабрь 1924) — расстрелян (1937)
- Зоф, Вячеслав Иванович (9 декабря 1924 — 23 августа 1926) — расстрелян (1937)
- Муклевич, Ромуальд Адамович (август 1926 — июнь 1931) — расстрелян (1938)
- Орлов, Владимир Митрофанович (июнь 1931 — июль 1937), флагман флота 1-го ранга (с 1935) — расстрелян (1938)
- Викторов, Михаил Владимирович (август—декабрь 1937), флагман флота 1-го ранга — расстрелян (1938)
- Смирнов, Пётр Александрович (30 декабря 1937 — 30 июня 1938), армейский комиссар 1-го ранга — расстрелян (1939)
- Смирнов-Светловский, Пётр Иванович (30 июнь — 8 сентября 1938, и. о.), флагман флота 2-го ранга — расстрелян (1940)
- Фриновский, Михаил Петрович (8 сентября 1938 — 6 апреля 1939), командарм 1-го ранга — расстрелян (1940)
- Кузнецов, Николай Герасимович (29 апреля 1939 — январь 1947), флагман флота 2-го ранга, с 1940 адмирал, с 1944 адмирал флота
- Юмашев, Иван Степанович (январь 1947 — 20 июля 1951), адмирал
- Кузнецов, Николай Герасимович (20 июля 1951 — декабрь 1955), вице-адмирал, с 1953 адмирал флота, с 1955 Адмирал Флота Советского Союза
- Горшков, Сергей Георгиевич (5 января 1956 — 9 декабря 1985), адмирал, с 1962 адмирал флота, с 1967 Адмирал Флота Советского Союза
- Чернавин, Владимир Николаевич (9 декабря 1985 — 25 августа 1992), адмирал флота[40]

### Начальники органов оперативного руководства и боевой подготовки военно-морских сил
Начальник Морского генерального штаба
- Беренс, Евгений Андреевич (1 ноября 1917 — 22 мая 1919)
- Вечеслов, Владимир Степанович (врид, 22 мая — 11 сентября 1919)
- Мелентьев, Александр Николаевич (11 сентября 1919 — 27 августа 1921)

Начальник Штаба командующего морскими силами Республики
- Радзиевский, Борис Степанович (22 июля 1919 — 3 июля 1920)

Начальник Штаба всех Морских сил Республики
- Радзиевский, Борис Степанович (3 июля 1920 — 11 января 1921)
- Домбровский, Алексей Владимирович (11 января 1921 — 27 августа 1921)

Начальник Морского штаба Республики
- Домбровский, Алексей Владимирович (27 августа 1921 — 23 декабря 1923)

Начальник Штаба РККФ
- Домбровский, Алексей Владимирович (23 декабря 1923 — 17 декабря 1924)
- Степанов, Георгий Андреевич (врид, 17 декабря 1924 — 02 января 1925)
- Блинов, Сергей Павлович (17 декабря 1924 — 31 августа 1926)

Начальник Учебно-строевого управления УВМС РККА
- Тошаков, Аркадий Александрович (31 августа 1926 — 23 августа 1927, врид до 29 октября 1926)
- Петров, Михаил Александрович (23 августа 1927 — 12 октября 1930)
- Лудри, Иван Мартынович (28 ноября 1930 — 9 марта 1932)
- Панцержанский, Эдуард Самуилович (13 апреля — 4 октября 1932)

Начальник 1-го управления УВМС РККА
- Горский, Михаил Емельянович (4 октября 1932 — 20 января 1935)

Начальник 2-го управления УВМС РККА
- Панцержанский, Эдуард Самуилович (4 октября 1932 — 20 января 1935)

Начальник 1-го отдела Управления Морских сил РККА
- Панцержанский, Эдуард Самуилович (20 января 1935 — 5 марта 1937), флагман 1-го ранга

Начальник штаба Морских сил РККА
- Стасевич, Павел Григорьевич (20 марта — 19 августа 1937), капитан 1-го ранга
- Калачёв, Владимир Петрович (19 августа 1937 — 3 февраля 1938), капитан 1-го ранга

Начальник Главного морского штаба ВМФ
- Галлер, Лев Михайлович (10 января 1938 — 23 октября 1940), флагман флота 2-го ранга
- Исаков, Иван Степанович (23 октября 1940 — 21 апреля 1945), адмирал, с 1944 адмирал флота. С лета 1942 года находился на черноморском театре боевых действий, где в октябре 1942 был тяжело ранен, фактически должность не исполнял.
- Алафузов, Владимир Антонович (врид, июль 1942 — март 1943), контр-адмирал
- Степанов, Георгий Андреевич (врид, март 1943 — июль 1944), вице-адмирал
- Алафузов, Владимир Антонович (врид, июль 1944 — апрель 1945), вице-адмирал, с 1944 адмирал
- Кучеров, Степан Григорьевич (21 апреля 1945 — 18 февраля 1946), адмирал

Начальник Главного штаба ВМФ
- Исаков, Иван Степанович (18 февраля 1946 — 19 февраля 1947), адмирал флота
- Головко, Арсений Григорьевич (19 февраля 1947 — 10 февраля 1950), адмирал

Начальник Морского генерального штаба
- Головко, Арсений Григорьевич (10 февраля 1950 — 6 августа 1952), адмирал
- Елисеев, Иван Дмитриевич (врио, 6 августа 1952 — 10 марта 1953), вице-адмирал

Начальник Главного штаба ВМС
- Елисеев, Иван Дмитриевич (врио, 15 марта — 11 мая 1953), вице-адмирал
- Фокин, Виталий Алексеевич (11 мая 1953 — 16 марта 1955), вице-адмирал, с 1953 адмирал

Начальник Главного штаба ВМФ
- Фокин, Виталий Алексеевич (16 марта 1955 — 19 февраля 1958), адмирал
- Зозуля, Фёдор Владимирович (19 февраля 1958 — 25 мая 1964), адмирал
- Сергеев, Николай Дмитриевич (13 июня 1964 — 1 июля 1977), вице-адмирал, с 1965 адмирал, с 1970 адмирал флота
- Егоров, Георгий Михайлович (1 июля 1977 — 18 ноября 1981), адмирал флота
- Чернавин, Владимир Николаевич (16 декабря 1981 — 29 ноября 1985), адмирал флота
- Макаров, Константин Валентинович (30 декабря 1985 — 12 сентября 1992), адмирал, с 1989 адмирал флота[40][41]

### Руководящий состав органов политического руководства военно-морских сил
Должность в разное время именовалась по-разному: председатель Военно-морского революционного комитета, Военный комиссар Морских Сил Республики, член Военного Совета ВМФ СССР.
- Вахрамеев, Иван Иванович (октябрь 1917 — декабрь 1918)
- Раскольников, Фёдор Фёдорович (декабрь 1918 — июль 1919)
- Гайлис, Карл Андреевич (декабрь 1919 — март 1921)
- Сладков, Иван Давыдович (сентябрь 1919 — август 1920)
- Зоф, Вячеслав Иванович (ноябрь 1921 — декабрь 1924)
- Дуплицкий, Дмитрий Сергеевич (декабрь 1924 — ноябрь 1925, декабрь 1927 — ноябрь 1930)
- Анскин, Адольф Яковлевич (ноябрь 1925 — октябрь 1927)
- Окунев, Григорий Сергеевич (ноябрь 1930 — январь 1934)
- Родионов, Фёдор Ефимович (апрель 1934 — февраль 1935)
- корпусной комиссар Петухов, Иван Павлович (февраль 1935 — март 1936)
- корпусной комиссар Ильин, Николай Ильич (март 1936 — май 1937)
- корпусной комиссар Лаухин, Пётр Иванович (июль 1937 — январь 1938)
- корпусной комиссар Шапошников, Михаил Романович (январь—июнь 1938)
- бригадный комиссар Надёжин, Иван Павлович (июнь 1938 — май 1939)
- корпусной комиссар, с 1939 армейский комиссар 2-го ранга, с 1942 генерал-лейтенант береговой службы, с 1944 генерал-полковник береговой службы Рогов, Иван Васильевич (май 1939 — август 1946)
- вице-адмирал Кулаков, Николай Михайлович (июнь 1946 — декабрь 1949)
- контр-адмирал Балев, Борис Михайлович (декабрь 1949 — март 1950)
- генерал-лейтенант береговой службы, с 1951 адмирал Захаров, Семён Егорович (март 1950 — июнь 1955)
- вице-адмирал Комаров, Арсений Васильевич (сентябрь 1955 — июль 1958)
- вице-адмирал, с 1964 адмирал Гришанов, Василий Максимович (июль 1958 — январь 1980)
- адмирал Сорокин, Алексей Иванович (январь 1980 — сентябрь 1981)
- адмирал Медведев, Павел Николаевич (сентябрь 1981 — май 1987)
- адмирал Панин, Василий Иванович (май 1987 — апрель 1991)